# Língua futunana
Futunano ou Futunian (Fakafutuna) é a língua polinésia falada nas ilhas de Futuna (e Alofi) de Wallis e Futuna, também na Nova Caledônia e na Ilha Aniwa, Vanuatu. 

## Falantes
Conforme Ethnologue são 3 mil falantes em Futuna e 3 mil migrantes trabalhadores na Nova Caledônia. A língua não é mutuamente inteligível com a de Wallis (Uvea), a terceira ilha do território.

## Escrita
Como é comum entre as línguas Polinésias, as vogais do futunano são as convencionais do alfabeto latino (ensinado por missionários aos nativos) sua pronúncia sendo similar à da língua castelhana, podendo aparecer geminadas ou com barra superior.
As consonante são somente dez  (F, G, K, L, M, N, P, S, T, V) sendo até uma quantidade relativamente grande para línguas da região da Polinésia (o tonganês tem doze, sendo a maior nesse aspecto).
A estrutura normal das sílabas do futunano é (C)V(V), ou seja, uma consoante opcional seguida por vogal obrigatória que pode ser geminada.

## Gramática
Apresenta reduplicação total ou parcial. São muito usados prefixos para formar a palavra marcando várias categoriais gramaticais e semânticas. Ex.: o prefixo Causativo é faka-.

## Amostra de frases
- Mālō - Hello.
- Ko loku igoa ko Tominiko – Meu nome é  Dominique.
- E iai sou ipu vai? – Você teria um copo d’água?
- Ko le loi. – Isso é uma mentira.
- Fakalogo ki ou matu'a! – Obedeça seus pais!
- E tonu a koe. –Você tem razão.